# Brandon Wood
Richard Brandon Wood, né le 2 mars 1985 à Austin (Texas) aux États-Unis, est un ancien joueur américain de baseball évoluant en Ligue majeure de baseball.

## Carrière

### Angels de Los Angeles
Après des études secondaires à l'Horizon High School de Scottsdale (Arizona), Brandon Wood est drafté le 3 juin 2003 par les Angels de Los Angeles d'Anaheim au premier tour de sélection (23e choix). Il perçoit un bonus de 1,3 million de dollars à la signature de son premier contrat professionnel le 6 juin 2003. 
Wood passe quatre saisons en Ligues mineures avant d'effectuer ses débuts en Ligue majeure le 26 avril 2007. Il doit se contenter d'évoluer principalement en Triple-A sous les couleurs des Salt Lake Bees de 2007 à 2009, profitant des blessures de titulaires des Angels pour retrouver les terrains de Ligue majeure lors d'interims le plus souvent de courte durée.

### Pirates de Pittsburgh
Le 22 avril 2011, il passe aux Pirates de Pittsburgh, qui le réclament au ballottage. Il termine la saison avec 7 circuits et 31 points produits en 105 matchs, dont 99 joués pour les Pirates. Il joue surtout au troisième but pour Pittsburgh.

### Rockies du Colorado
Wood signe un contrat des ligues mineures avec les Rockies du Colorado le 17 novembre 2011. Il passe toute l'année dans les mineures avec le club-école de l'équipe à Colorado Springs.

### Orioles de Baltimore
Wood rejoint les Royals de Kansas City le 16 novembre 2012. Sans être revenu dans les majeures avec les Royals, il est transféré aux Orioles de Baltimore le 9 mai 2013. Il est de l'entraînement de printemps des Padres de San Diego en 2014 mais est retranché sans obtenir de poste avec le club.

## Statistiques
| Saison | Équipe    | G   | AB  | R  | H  | 2B | 3B | HR | RBI | SB | BA    |
| ------ | --------- | --- | --- | -- | -- | -- | -- | -- | --- | -- | ----- |
| 2007   | LA Angels | 13  | 33  | 2  | 5  | 1  | 0  | 1  | 3   | 0  | 0,152 |
| 2008   | LA Angels | 55  | 150 | 12 | 30 | 4  | 0  | 5  | 13  | 4  | 0,200 |
| 2009   | LA Angels | 18  | 41  | 5  | 8  | 1  | 0  | 1  | 3   | 0  | 0,195 |
| 2010   | LA Angels | 81  | 226 | 20 | 33 | 2  | 0  | 4  | 14  | 1  | 0,146 |
| Totaux | Totaux    | 167 | 450 | 39 | 76 | 8  | 0  | 11 | 33  | 5  | 0,169 |

Note : G = Matches joués ; AB = Passages au bâton; R = Points ; H = Coups sûrs ; 2B = Doubles ; 3B = Triples ; 
HR = Coup de circuit ; RBI = Points produits ; SB = Buts volés ; BA = Moyenne au bâton.